# Operation Labrador
Die Operation Labrador und Operation Opera waren Terroranschläge des jugoslawischen Militärgeheimdienstes Kontraobaveštajna služba (KOS) unter falscher Flagge. Zu Beginn des Kroatienkrieges wurde versucht, mit einer Reihe von Bombenanschlägen auf jüdische Einrichtungen der kroatischen Hauptstadt Zagreb in den internationalen Medien ein Bild von einem neofaschistischen Staat (in Anlehnung an den USK) Kroatien zu schaffen.
Zwei Bombenanschläge wurden am 19. August 1991 durchgeführt, wobei ein Sprengsatz im jüdischen Gemeindezentrum und ein zweiter auf dem Mirogoj-Friedhof in der Nähe jüdischer Gräber gezündet wurde. Es gab keine Verletzten oder Toten.
Nachdem die kroatischen Behörden den Sitz der jugoslawischen Luftstreitkräfte in Zagreb eingenommen und entsprechende Dokumente vorgefunden hatten, wurden einige jugoslawische Agenten verhaftet. Fünfzehn Agenten wurden bei Agentenaustauschen freigelassen.